# De Vier Winden (Sint Annaland)
De Vier Winden is een korenmolen in Sint-Annaland in de Nederlandse provincie Zeeland. Het is een ronde, uit baksteen opgetrokken stellingmolen uit 1847 en in de Zeeuwse traditie gewit.
Tot 1952 bleef de molen op windkracht in bedrijf waarna de molen grotendeels werd uitgebroken om te dienen als silo en mechanische maalderij. Tussen 1969 en 1978 werd de molen weer geheel maalvaardig gerestaureerd met twee koppels maalstenen. Na het overlijden van molenaar en toenmalig eigenaar Verhage in 1999 bleef de molen nog een tijdje in bedrijf, maar de onderhoudstoestand werd steeds slechter. Onderwijl wisselde de molen enkele keren van (particuliere) eigenaar. Sinds 2006 staat de molen zonder stelling. In 2008 werd bekend dat de molen door middel van een grote subsidie kan worden gerestaureerd. De restauratie begon in mei 2009 en duurde ongeveer een jaar.